# Grottaferrata
Grottaferrata er en italiensk by (og kommune) i regionen Lazio i Italien, med omkring 20.494(2023) indbyggere. 